# Curuzicari
Curuzicari (Curucicuri, Curuzirari), pleme američkih Indijanaca iz skupine Omágua na zapadu zapadnobrazilske države Amazonas. Ne smiju se brkati s plemenom njima sličnog imena Curacirarima ili Curazicarima. Oba plemena kao i njima srodni Paguana i Aizuare, govorili su dijalektima jezika omagua.
Acuña (1891) ih locira negdje između rijeke Juruá pa prema nekoj rijeci koju naziva Araganatuva. Ribeiro de Sampaio kaže da žive između Teffé i Jurue na južnoj obali Amazone. Njihova naselja bila su kaže Acuña toliko blizu jedna drugom da su činila jedan niz duž obje obale Amazone (Acuña 1891).  
Curuzicari su u stara vremena bili poznati i pod imenom Yumaguari što označava one što vade /ispiru/ zlato (Fundidores de metal, od yuma zlato i guari oni što vade; Acuña, 1994, p. 127) iz rijeke Iquiari (río de Oro). Acuña (1891) kaže da su u svojim ušima i nosevima nosili su mnogo zlatnog nakita koji su dobivali od plemena Manao s Rio Negra (Acuña 1891)